# Клювер, Генрих
Генрих Клювер (нем. Heinrich Klüver; 25 мая 1897 — 8 февраля 1979) — немецко-американский психолог, родившийся в Гольштейне.
Клювер был избран членом Американской академии искусств и наук, Национальной академии наук США и Американского философского общества.
После службы в Императорской армии Германии во время Первой мировой войны, он учился как в Гамбургском университете, так и в Берлинском университете с 1920-23 гг. В последнем году он прибыл в Соединенные Штаты, чтобы поступить в Стэнфордский университет. Он получил докторскую степень в физиологической психологии Стэнфордского университета. В 1927 году он женился и поселился в США навсегда, став натурализованным американцем. Статус гражданина получил в 1934 году. Клювер был членом «основной группы» пионеров кибернетики, которые участвовали в конференциях Macy 1940-х и 1950-х годов. Он наиболее часто и плодотворно сотрудничал с Полом Бьюси и на протяжении всей своей карьеры вносил различный вклад в нейроанатомию, в том числе синдром Клювьера-Бюси.
Его описания и эксперименты с мескалином также были новаторскими в то время. Он ввёл термин «фигура из паутины» в 1920-х годах, чтобы описать одну из четырёх постоянных геометрических зрительных галлюцинаций, испытываемых на ранней стадии мескалинового путешествия: "Цветные нити, идущие вместе во вращающемся центре, целое похоже на паутину ". Остальные три — это шахматная доска, туннель и спираль. Клювер писал, что «многие» нетипичные «видения при ближайшем рассмотрении представляют собой не что иное, как вариации этих констант формы».